# Remigijus Ozolinčius
Remigijus Ozolinčius (* 14. November 1956 in Skomantai, Rajongemeinde Klaipėda; † 9. April 2013 in Kaunas) war ein litauischer Forstwissenschaftler. 

## Leben
Nach dem Abitur mit der Goldmedaille 1975 an der 2. Mittelschule Tauragė absolvierte Ozolinčius 1980 das Diplomstudium des Forstwirtschaftsingenieurwesens an der Lietuvos žemės ūkio akademija. Danach arbeitete er als wissenschaftlicher Mitarbeiter, ab 1987 als oberster wissenschaftlicher Mitarbeiter, stellvertretender Direktor (1994–1997), Direktor (1997–2010) am Lietuvos miškų ūkio mokslinio tyrimo institutas in Girionys. 1985 wurde er promoviert und 1997 habilitierte er. Ab 2000 lehrte er als Professor an der Vytautas-Magnus-Universität Kaunas (ab 1995) und ab 1999 an der Aleksandras-Stulginskis-Universität.
Er war Chefredakteur von der Zeitschrift „Baltic Forestry“.